# National Live Music Awards
Die National Live Music Awards (NLMAs) sind jährliche australische Musikpreise, die 2016 von Heath Media ins Leben gerufen wurden. Die Preise werden in Kategorien vergeben, die die besten Live-Musik-Locations, Künstler, Veranstaltungen und Festivals auszeichnen. 

## Preisträger

### 2016
- Live Act of the Year: The Smith Street Band
- Live Voice of the Year: Ngaiire
- Best New Act: Camp Cope

(Quelle: )

### 2017
- Live Act of the Year: Gang of Youths
- Live Voice of the Year: David Le'aupepe (Gang of Youths)
- Best New Act: Amy Shark

(Quelle: )

### 2018
- Live Act of the Year: Baker Boy
- Live Voice of the Year: Stella Donelly
- Best New Act: Tropical Fuck Storm
- Live Legend: Magic Dirt

(Quelle: )

### 2019
- Live Act of the Year: Electric Fields
- Live Voice of the Year: Zaachariaha Fielding (Electric Fields)
- Best New Act: Tones and I
- Live Legend: Deborah Conway

(Quelle: )

### 2020
- Live Act of the Year: Sampa the Great
- Live Voice of the Year: Zaachariaha Fielding (Electric Fields)

(Quelle: )

### 2023
- Live Act of the Year: Amyl and the Sniffers
- Live Voice of the Year: Zaachariaha Fielding (Electric Fields)
- Live Legend: Yothu Yindi und Susan Heymann

(Quelle: )

## Geschichte
Den National Live Music Awards gingen 2014 und 2015 die AU Live Music Awards voraus, die von Veranstaltungsleiter Larry Heath durchgeführt wurden. Es waren die ersten Auszeichnungen, die ausschließlich der zeitgenössischen Live-Musik in Australien gewidmet waren.

### NLMA-Veranstaltungen
Bei der ersten Ausgabe der National Live Music Awards, die am 29. November 2016 stattfand, gab es acht Live-Award-Shows, eine in jeder Hauptstadt, in jedem Bundesstaat und Territorium, bei denen die regionalen Gewinner ausgezeichnet wurden, während bei der Gala-Show in Sydney die landesweiten Gewinner bekannt gegeben wurden.
Die zweite Veranstaltung fand am 7. Dezember 2017 statt. Die Band Gang of Youths aus Sydney gewann vier Preise, während die Gruppe Camp Cope aus Melbourne drei Preise gewann.
Die dritte jährliche Veranstaltung fand mit einem neuen Preis für Live-Musik-Fotografen und der Einführung von "The Sheddy", dem neuen Namen des Live-Drummer-Preises in Erinnerung an den verstorbenen Iain Shedden, der im ersten Jahr einer der Juroren des Preises war, am 6. Dezember 2018 statt. Magic Dirt waren die Empfänger der ersten Live Legends Hall of Fame Induction.
Im Jahr 2019 fanden die NLMAs in Canberra, Brisbane, Sydney, Melbourne, Adelaide, Launceston, Alice Springs und Fremantle statt. Die Kategorien wurden um Jazz und klassische Musik erweitert. Die vierte jährliche Veranstaltung fand am 4. Dezember 2019 statt. Die australische Band Electric Fields nahm drei Preise mit nach Hause, darunter zwei der größten des Abends, Live Act of the Year und Live Voice of the Year. Deborah Conway wurde in die Live Legends Hall of Fame aufgenommen.
Die fünfte jährliche Veranstaltung fand am 20. Oktober 2020 statt.
Die Veranstaltungen 2021 und 2022 wurden aufgrund der COVID-19-Pandemie in Australien abgesagt. Im Dezember 2022 wurde bestätigt, dass die Awards im Oktober 2023 nach einer zweijährigen Unterbrechung wieder ausgetragen werden können.